# Gudari
Gudari è una città dell'India di 6.843 abitanti, situata nel distretto di Rayagada, nello stato federato dell'Orissa. In base al numero di abitanti la città rientra nella classe V (da 5.000 a 9.999 persone).

## Geografia fisica
La città è situata a 19° 21' 0 N e 83° 46' 60 E e ha un'altitudine di 124 m s.l.m..

## Società

### Evoluzione demografica
Al censimento del 2001 la popolazione di Gudari assommava a 6.843 persone, delle quali 3.402 maschi e 3.441 femmine. I bambini di età inferiore o uguale ai sei anni assommavano a 848, dei quali 448 maschi e 400 femmine. Infine, coloro che erano in grado di saper almeno leggere e scrivere erano 4.128, dei quali 2.365 maschi e 1.763 femmine.